# Beijing Tigers
Les Beijing Tigers (北京猛虎 ; Pinyin: Běijĩng měnghǔ) est une équipe du championnat de Chine de baseball. Les Tigers jouent au Beijing Fengtai Baseball Field jusqu'en 2006 et sa destruction et reconstruction sous le nom de Fengtai Softball Field. Leur stade pour la saison 2006 était localisé à Lucheng, une zone rurale au sud de Pékin.
Les Tigers constituent une des plus anciennes équipes de baseball en Chine, avec son histoire remontant avant la Révolution culturelle.

## Histoire
Le baseball professionnel est apparu en Chine en 2002, avec la création du Championnat de Chine de baseball (Chinese baseball league ou CBL). Les quatre premières équipes du championnat étaient les Beijing Tigers, les Tianjin Lions, les Shanghai Eagles et les Guangzhou Lightning. Depuis la saison inaugurale, deux autres équipes ont été ajoutées à la compétition : le Guangdong Leopards et les Sichuan Dragons. Le championnat chinois est constitué d'environ 30 matchs entre avril et juillet. À la fin de la saison, les deux meilleures équipes du championnat se rencontrent une nouvelle fois dans une finale en cinq matchs.

## Palmarès
Les Beijing Tigers ont remporté le plus de titres nationaux (avec les Tianjin Lions), en gagnant quatre finales en 2003, 2004, 2005 et 2009. Neuf membres de l'équipe faisaient partie de l'équipe de Chine de baseball lors de la Classique mondiale de baseball 2006.
Leur principaux rivaux sont les Tianjin Lions qui ont remporté les quatre autres titres nationaux.

## Équipe (2005)
(avril 2010).
L'équipe alignée pour l'ouverture de la saison 2005 des Tigers était :
- Receveur : Wang Wei (王偉) (Équipe de Chine de baseball)
- Première base : Zhe Chen (陳哲)  (Équipe de Chine de baseball)
- Seconde base : Li Lei (Équipe de Chine de baseball)
- Arrêt court : Ma Ke
- Troisième base : Wei Zhang
- Champ droit : Yang Shuo (楊碩) (Équipe de Chine de baseball)
- Champ centre : Sun Lingfeng (孫嶺峰) (Équipe de Chine de baseball)
- Champ gauche : Jia Yubing
- Frappeur désigné : Jiang Xiaoyu
- Lanceur : Li Chenhao (李晨浩) (Équipe de Chine de baseball)
- Lanceur : Wang Nan (王楠) (Équipe de Chine de baseball)
- Lanceur : Zhang Jianwang
- Lanceur : Zhou Jian
- Lanceur : Xu Zheng (徐錚) (Équipe de Chine de baseball)